# Кикино (Смоленская область)
 Кикино  — село в Смоленской области России, в Тёмкинском районе. Расположена в восточной части области в 13 км к западу от Тёмкино, у автодороги Вязьма — Тёмкино. В пяти км к северу от деревни остановочный пункт 36-й км на железнодорожной линии Вязьма — Калуга.
Население — 232 жителя (2007 год). Административный центр Кикинского сельского поселения.

## Этимология
Название произошло от фамилии боярина Александра Кикина, который поддерживал царевича Алексея, за что был предан казни. После его смерти село несколько раз переходило из рук в руки, в том числе находилось во владении князя Алексея Орлова.

## История
Бывшее торговое село. В 1776 году нанесено на карты. В Кикино находился земский стан, где проходили судебные разбирательства. 25 марта 1807 года недалеко от Кикина упал известный метиорит.
В XIX веке в селе 2 раза в год проводились ярмарки, была построена земская школа, больница, сырзавод, сукновальня, водяные мельницы. В 1859 году в селе 149 жителей, 1904—192 жителя, 2 кирпичных завода, 2 кузницы.
В 1861—1922 году Кикинская волость в составе Юхновского уезда, затем с 1922 в составе Тёмкинской волости, 1924—1963 — в составе Тёмкинского района, 1963—1972 в Гжатском районе, после 1972 в составе Тёмкинского района.

## Экономика
Неполная средняя школа, Дом культуры, библиотека, амбулатория, отделение Почты России.

## Достопримечательности
- Скульптура на братской могиле 482 воинов Советской Армии, погибших в 1941—1943 гг.
- Памятник архитектуры: Церковь Михаила Архангела, построена в 1785—1797 годах на средства камергера А. А. Жеребцова и секунд-майора Х. С. Товаркова взамен прежнего деревянного храма. Стиль — ранний классицизм. Разрушена в советское время, в 2020—2022 годах отремонтирована.